# Posídi
Posídi, en grec moderne : Ποσείδι, est un village du dème de Kassándra, Macédoine-Centrale en Grèce.
Selon le recensement de 2011, la population du village s'élève à 70 habitants.